# Aspilota umbrosa
Aspilota umbrosa är en stekelart som beskrevs av Sergey A. Belokobylskij 2007. Aspilota umbrosa ingår i släktet Aspilota och familjen bracksteklar. Inga underarter finns listade.